# كايل ديفيس
كايل ديفيس (بالإنجليزية: Kyle Davis)‏ هو لاعب تنس الطاولة أسترالي، ولد في 18 يناير 1989 في ملبورن في أستراليا.

## وصلات خارجية
- كايل ديفيس على موقع منظمة تنس الطاولة العالمي (الإنجليزية)
- كايل ديفيس على موقع أوليمبيديا (الإنجليزية)
- كايل ديفيس على موقع اللجنة الأولمبية الأسترالية (الإنجليزية)